# Axel Engdahl

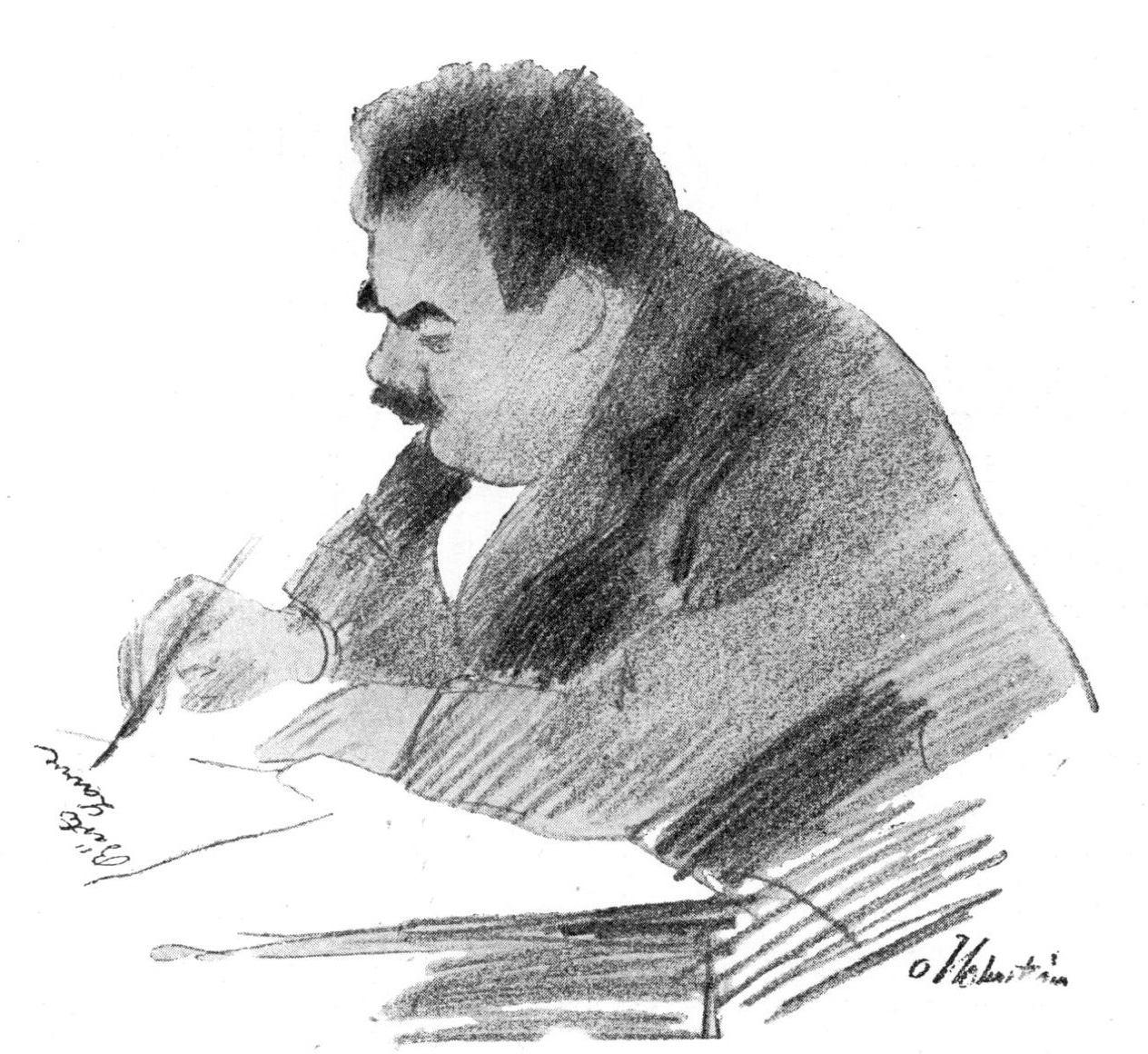
Axel Engdahl. Teckning utförd av Otto Holmström.

Axel Engdahl, född 21 juni 1863 i Göteborg, död där 10 januari 1922, var en svensk skådespelare, revyförfattare och teaterchef.

## Biografi
Axel Engdahl växte upp i Haga. Han ska redan som 13-åring ha varit med och satt upp teaterföreställningar och hjälpte till med scenarbete för direktör Knut Tivanders teatersällskap. Men hans mor Emma ansåg att sonen behövde ett riktigt borgerligt yrke, och vid 17 års ålder fick han anställning vid Sverige Allmänna Sjöförsäkringsaktiebolag. Han arbetade där i 23 år, men då hade teaterintresset tagit över. Under denna tid hade han bland annat skrivit och framfört revyer för ordenssällskapet Göta Par Bricole där han var medlem. År 1895  började han även som text- och revyförfattare 1895 vid Stora teatern i Göteborg. År 1903 övertog han Folkteatern i Lorensberg tillsammans med sin vän skådespelaren Albin Lavén.
Den 19 oktober 1903 var det premiärföreställning under den nya direktion. På scen visades det tyska lustspelet Fripassageren, med Emil Strömberg i titelrollen och föreställningen gjorde stor framgång. Engdahl knöt även kompositören Fridolf Lundberg till teatern som även kom att fungera som Engdahls hjälpreda. För att förstärka ekonomin gav Engdahl även familjematinéer på Exercishuset på Heden.

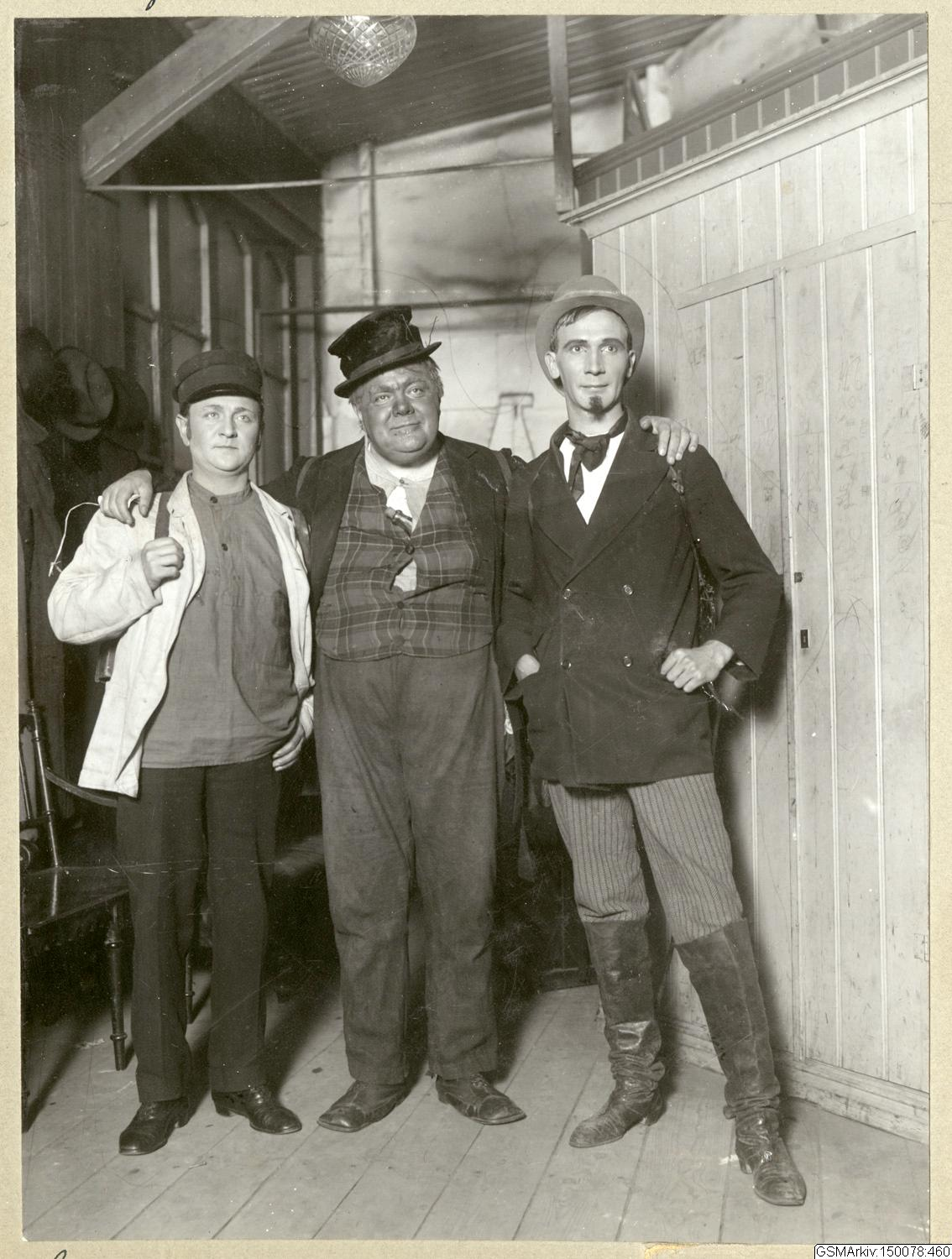
Fotografi från Folkans Minnesföreställning i oktober 1918 med Victor Thorén, Axel Engdahl och Ludde Gentzel i rollerna som Andersson, Pettersson och Lundström, en pjäs av Frans Hodell som Folkteatern satte upp vid flera tillfällen.

Engdahl led av sockersjuka. Flera gånger under senare delen av sitt liv vårdades han på sjukhus och kuranstalter, och hade ständig tillsyn av sjuksystern Karin, som också tog hand om hans hem. Under Folkans höstsäsong 1921 reste Engdahl till den danska kuranstalten Skodsborg, för att vila upp sig, och denna gång utan Syster Karin. Vid denna vistelse skadades han i en bilolycka. Trots detta kom han hem, lyckades skriva klart nyårsrevyn. Dagen efter premiären samlades truppen som brukliga var för att utvärdera vad som behövdes ändras i revyn. Engdahl var med den stund men lämnade sedan mötet. Det var sista gången han var på Folkan och den 10 januari gick han bort, endast 58 år gammal. 

## Eftermäle
Axel Engdahls jordfästningsakt hölls i Göteborgs domkyrka den 16 januari 1922 och han gravsattes samma dag på Östra kyrkogården i Göteborg. Han fick Engdahlsgatan i Johanneberg uppkallad efter sig 1932. Han har även en spårvagn, nummer 763, uppkallad efter sig i Göteborg.

## Produktion
Engdahl var produktiv och skrev ibland två eller tre revyer om året, inte minst de viktiga nyårsrevyerna och dessutom skrev han visor, som han framförde och gav ut. Men han samarbetade också med andra författare, inte minst Fritz Schéel, men även John Botvid och vid några tillfälle, exempelvis Hasse Z.
Utöver detta producerade han även filmen En teaterdirektörs vedermödor från 1915 som han regisserade tillsammans med Erik "Bullen" Berglund. Duon medverkar även som skådespelare och det var Engdahl som skrivit manus. Filmen spelades som ett fristående mellanspel under Folkans sommarrevy 1915, mellan andra och tredje akten, med premiär den 1 juni. Redan fyra år tidigare skrev han manus till filmen En million som premiärvisades den 1 december 1911 på Folkan.
Enligt Ludde Gentzel var det Axel Engdahl som skrev vitsen "Blixtrar den ene, så åskar den andre", som annars tillskrivs fotografen Aron Jonason som ska ha sagt detta till Oskar II. Enligt Gentzel ska vitsen istället ha skrivits av Engdahl till ett spex om Jupiters äventyr på Par Bricole, där även Jonason var medlem. Vitsen dyker upp i svenska dagstidningar från november 1889 efter att kungen varit på besök i Göteborg, och i denna version så förekommer inte Aron Jonason.

## Film

### Regi
- 1915 – En teaterdirektörs vedermödor

### Manus
- 1911 – En million
- 1915 – En teaterdirektörs vedermödor

## Teater

### Revyer (manus och regi)

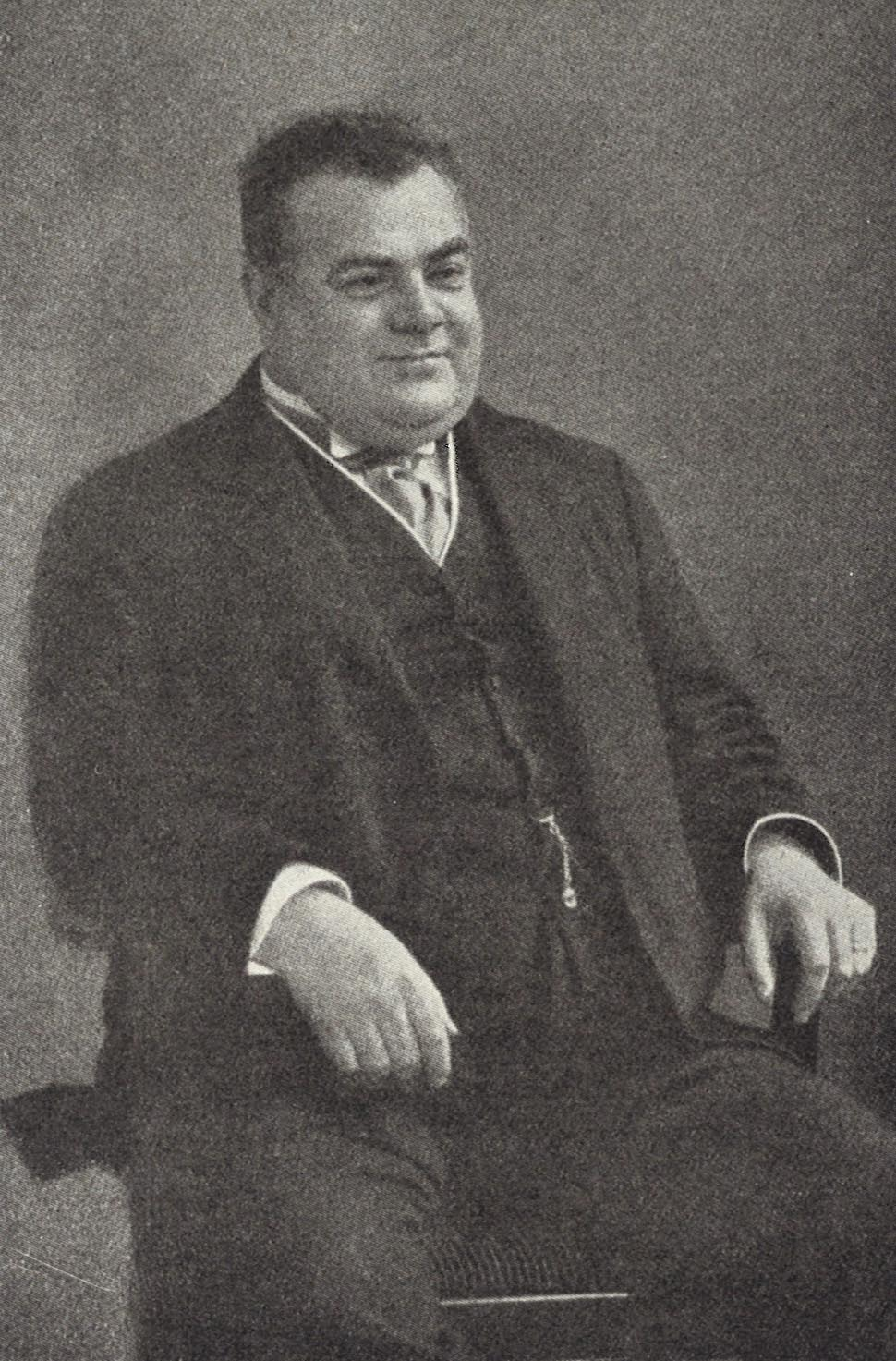
Axel Engdahl.

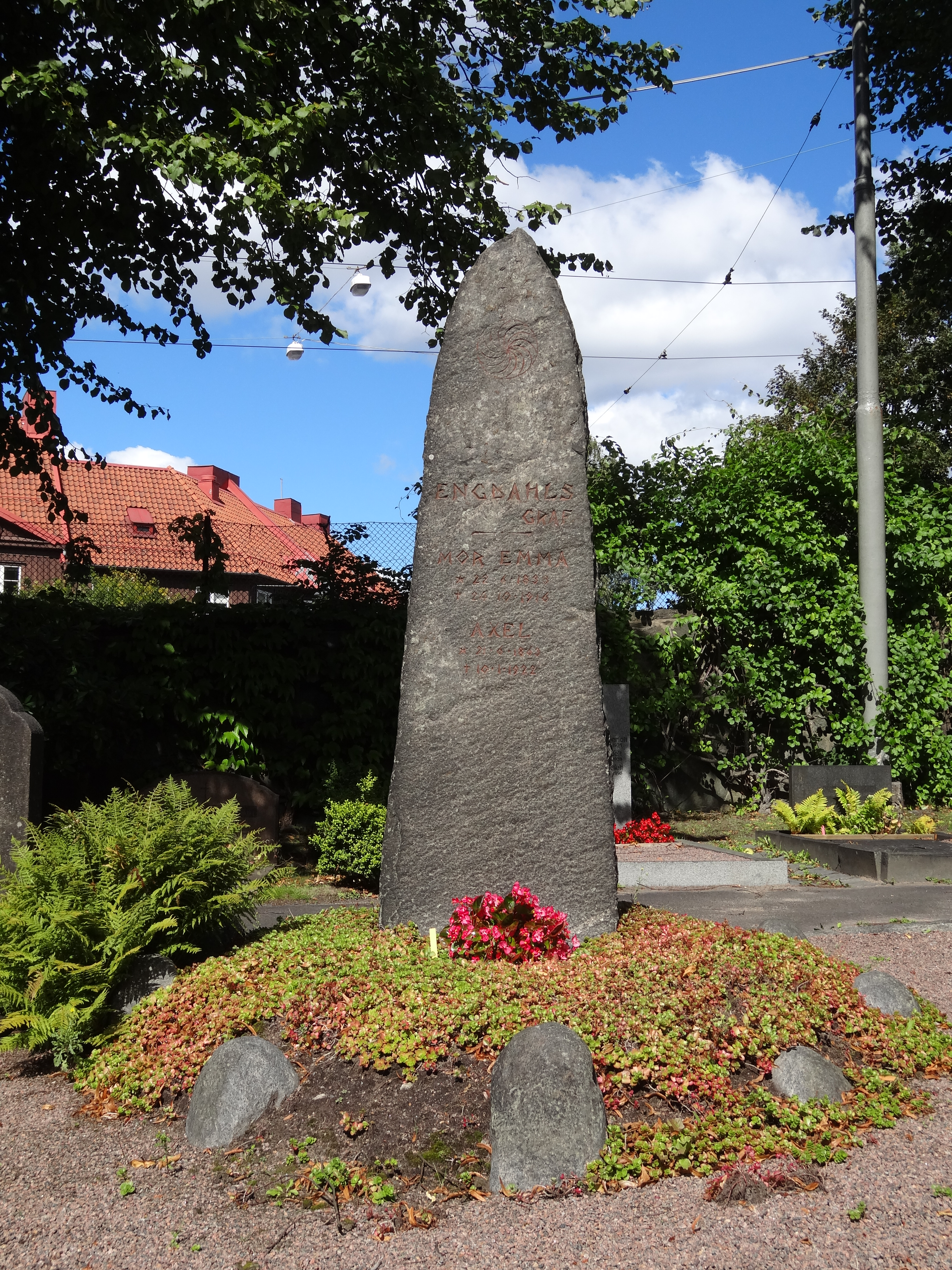
Axel Engdahls gravvård på Östra kyrkogården i Göteborg.

#### Revyer på Stora Teatern[10]
- 1895 Än leva de gamla gudar
- 1896 En vintersaga eller Kalle K:s nyårsfantasier eller Det senaste testamentet (Medf. August Cederqvist)
- 1897 Också ett spökhotell
- 1899 Det var en gång
- 1899 Koling för en dag
- 1900 Prinsen av Arkadien
- 1902 Lyckans galoscher eller Bums ur kanalen
- 1903 Prinsessa för en dag eller Å hva' ja' ä' lessen

#### Revyer på Folkteatern[10]
- 1904 Lunkentus Petterssons sydpolsexpedition
- 1904 Förbjuden musik
- 1905 Fru Lundins inackorderingar eller Den nyaste kinematografen
- 1906 Kronans gubbar eller "Den ondes besegrare" (Medf. Fritz Schéel)
- 1906 No. 4711 (Medf. Fritz Schéel)
- 1907 Kärleksdrycken (Medf. Fritz Schéel)
- 1907 Napoleon Bonaparte eller Glad såsom få (Medf. Fritz Schéel)
- 1908 Storstaden eller Göteborgssystemet i Grönköping (Medf. Fritz Schéel)
- 1908 Susanna Wallström eller Lite kärlek i all välmening (Medf. Fritz Schéel)
- 1909 Den stora flugan eller Den lille grängesbergaren (Medf. Fritz Schéel)
- 1909 Pansarbåten "Svenska glädjen" eller Phy Physon Phan
- 1910 Rosendofts underbara resa eller Det knallar och går (Medf. Fritz Schéel)
- 1911 Jorden runt på 180 minuter (Medf. Fritz Schéel)
- 1911 Pippi (Medf. Fritz Schéel)
- 1912 Hvad som hälst eller Polnische Wirtschaft (Medf. Fritz Schéel)
- 1912 En sommarnattsdröm eller Här ska' städas (Medf. Fritz Schéel)
- 1913 Pytt i panna
- 1913 Prins Olle eller Berg-Edvin och hans mamma (Medf. Fritz Schéel)
- 1914 Grönköpings tivoli
- 1914 Mannen och hans överman eller Ä' du gla' för de' då? (Medf. Fritz Schéel)
- 1915 Fred i krig eller Hva' sa' Fru Fineman (Medf. Fritz Schéel)
- 1915 Tur och retur eller Sverige åt svenskarne
- 1916 Flickorna i Askersund
- 1916 Kulan i luften (Medf. Fritz Schéel)
- 1916 Brokiga blad eller Sjöormen i hvardagslag
- 1917 Rika morbror eller Atlanten vid Kristinehamn
- 1917 Det frysande slottet eller Prinsessan och halfva riket
- 1918 Fåglarnas dag
- 1918 Nr 135.253 eller Rulle Bohmans vinst
- 1918 Grönköping i Stockholm
- 1919 Kaos eller Ta't lätt
- 1919 Dunderflugan i september (Medf. Fritz Schéel)
- 1920 Abrakadabra eller Ny konst
- 1920 Handel och sjöfart (Medf. Fritz Schéel)
- 1921 Tittskåpet
- 1922 Världskarusellen

## Bibliografi i urval

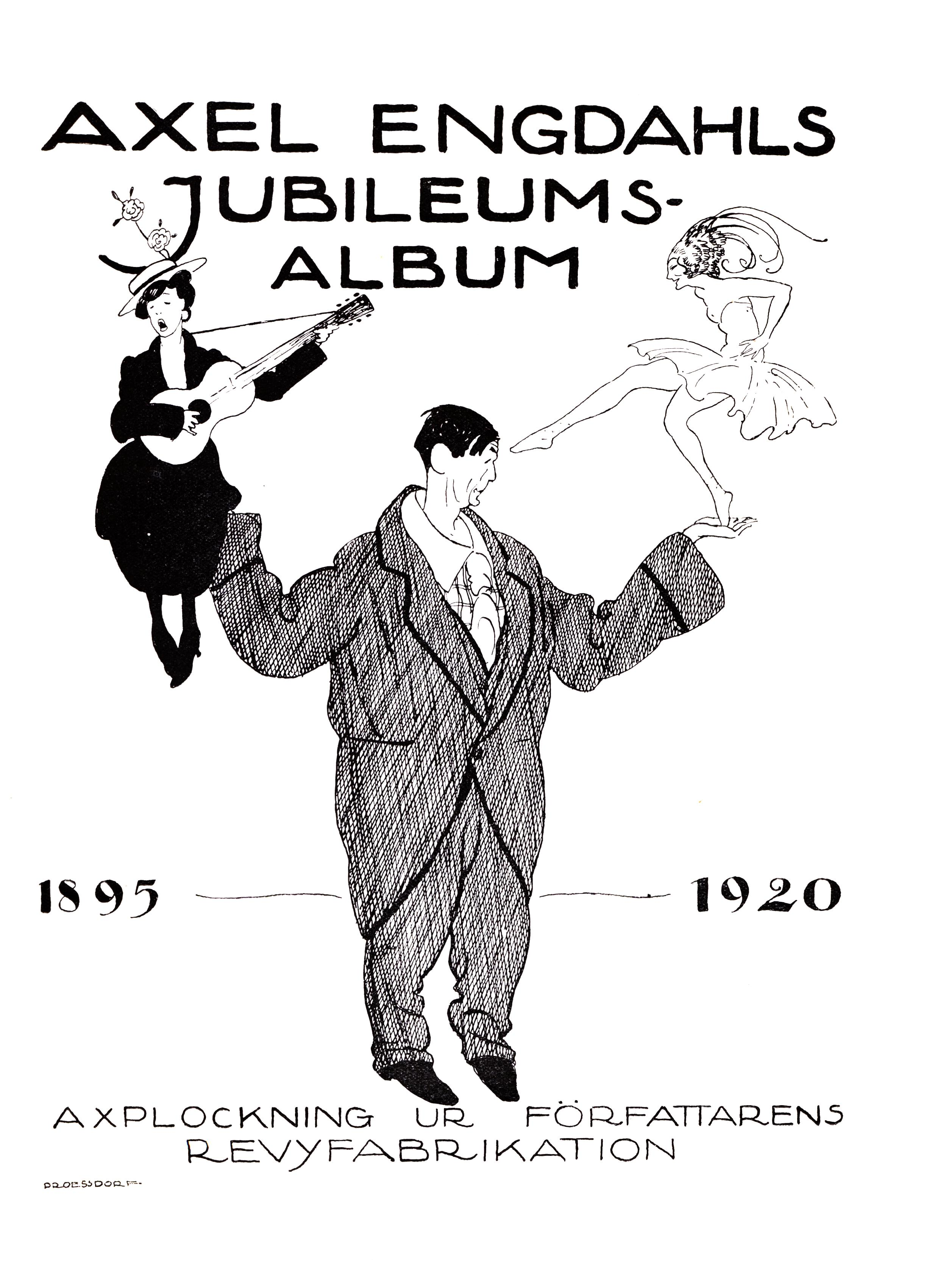
Titelblad till: Axel Engdahls jubileumsalbum 1895-1920.

### Roller (ej komplett)
| År   | Roll  | Produktion                                               | Regi | Teater      |
| ---- | ----- | -------------------------------------------------------- | ---- | ----------- |
| 1913 | Ludde | Den gode Ludde (Mein alter Herr) Franz och Victor Arnold |      | Folkteatern |